# Giga
Pour les articles homonymes, voir Giga (homonymie) et Gig.
Pour un article plus général, voir Préfixes du Système international d'unités.
Giga (symbole G) est le préfixe du Système international d'unités (SI) qui représente 109, soit un milliard de fois l'unité qui suit.

## Origine
Confirmé en 1960, il provient du grec ancien γίγας / gígas, « géant ».

## Informatique
En informatique, il ne faut pas confondre le gibioctet Gio (en anglais GiB, pour « gibibyte »), qui vaut 230 octets, soit exactement 1 073 741 824 octets, et le gigaoctet Go (en anglais GB, pour « gigabyte »), qui vaut exactement 109 octets, c'est-à-dire 1 000 000 000 octets.
Dans la pratique commerciale, ce nombre indique davantage un ordre de grandeur.

Par exemple, une clé USB vendue comme 32 Go est détectée par Windows comme ayant une capacité de 31 071 289 344 octets, dont 11 255 808 utilisés pour son formatage en FAT32, (ce qui est donc plus proche de 31 Go que de 32 Go) soit 28,9 Gio. Mais une personne cherchant à acheter une clé USB par correspondance cherchera des chiffres « ronds » au sens informatique : 16, 32, 64 ou 128 Gio lors d'une interrogation sur des moteurs de recherche ou le site d'un vendeur.[réf. nécessaire]